# Guillaume Boussès
Pour la commune française, voir Boussès.

a Compétitions nationales et continentales officielles uniquement.

b Matchs officiels uniquement.
Dernière mise à jour le 19 mai 2017.
Guillaume Boussès, né le 12 octobre 1981 à Toulouse (Haute-Garonne), est un joueur international français de rugby à XV évoluant au poste de centre (1,84 m pour 92 kg).

## Carrière

### En club

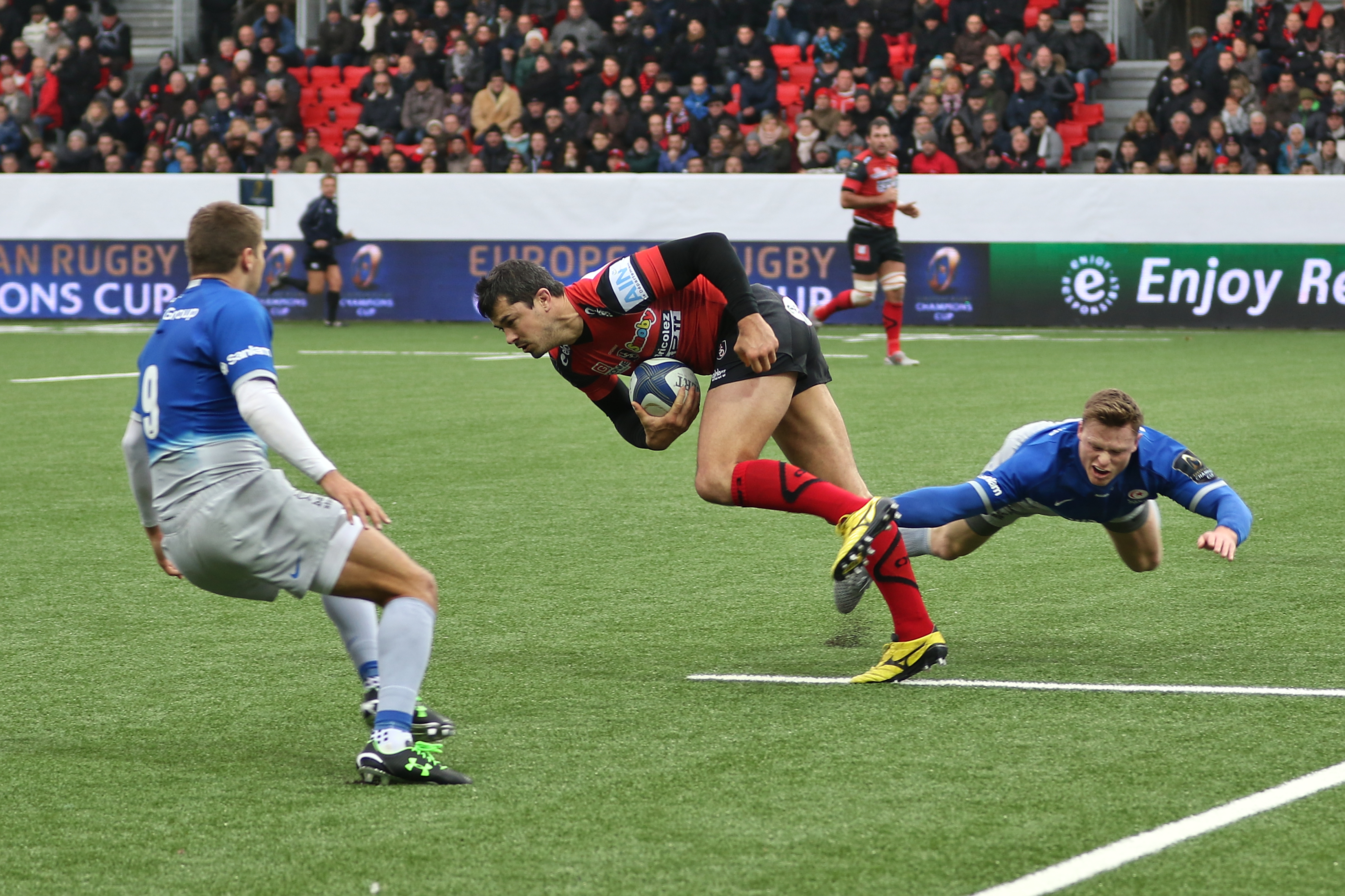
Guillaume Boussès en 2015 avec l'US Oyonnax contre les Saracens.

- 1989-1997 : école de rugby du Sporting Club Rieumes (31)
- 1997-2001 : Stade toulousain
- 2001-2005 : Biarritz olympique
- 2005-2007 : CS Bourgoin-Jallieu
- 2007-2011 : Stade français Paris
- 2011-2013 : Racing Métro 92
- 2013-2016 : US Oyonnax

Durant la saison 2016-2017, il entraîne le Servette Rugby Club de Genève.

### En équipe nationale
Il a honoré sa première cape internationale en équipe de France le 5 février 2006 contre l'équipe d'Écosse lors du Tournoi des six nations 2006.

### Avec les Barbarians
En juin 2011, il participe à la tournée des Barbarians français en Argentine pour jouer deux matchs contre les Pumas. Les Baa-Baas s'inclinent 23 à 19  à Buenos Aires puis l'emportent 18 à 21 à Resistencia.
En juin 2012, il participe à la tournée des Barbarians français au Japon pour jouer deux matchs contre l'équipe nationale nippone à Tokyo. Les Baa-Baas l'emportent 40 à 21 puis 51 à 18.

## Palmarès

### En club
- Championnat de France de première division :
  - Vainqueur (2) : 2002 (remplaçant en finale, il supplée Jack Isaac à la 76e minute) et 2005 (titulaire en finale associé au centre avec Damien Traille)

### En équipe nationale
- 1 sélection en équipe de France en 2006
- Équipe de France A : 3 sélections en 2005-2006 (Tonga, Italie A, Irlande A)
- Équipe de France -21 ans :participation au championnat du monde 2001 en Australie ; participation au championnat du monde 2002 en Afrique du Sud
- Équipe de France -19 ans : champion du monde en avril 2000
- Équipe de France -18 ans

## Statistiques

### Tournoi des Six Nations
| Édition          | Rang | Résultats France | Résultats Boussès | Matchs Boussès |
| Six Nations 2006 | 1    | 4 v, 0 n, 1 d    | 0 v, 0 n, 1 d     | 1/5            |

Légende : v = victoire ; n = match nul ; d = défaite ; la ligne est en gras quand il y a Grand Chelem.

## Reconversion
Après la fin de sa carrière, Guillaume Boussès devient ingénieur pour l'entreprise Total en 2019.